# Baltasar Magro
Baltasar Magro Santana (Domingo Pérez, Toledo, 13 de septiembre de 1949) es un periodista y escritor español.

## Trayectoria

### Televisión
Tras licenciarse en Filosofía y Letras por la Universidad Autónoma de Madrid y obtener el título de Periodismo por la Escuela Oficial de Periodismo de la capital, ingresó en Televisión Española en el año 1975.
Comenzó su trabajo como periodista en la agencia Logos, a continuación fue guionista del informativo juvenil La semana en Televisión Española, al que seguiría el magacín Hora 15 y El mundo de la televisión. También fue guionista de la serie Pintores de ayer y de hoy. En 1976 entra a trabajar en Informe semanal, programa para el que realizó más de doscientos reportajes y en el que permaneció 13 años no consecutivos en tres etapas, la primera etapa etapa como reportero entre 1976 y 1980, en la segunda etapa entre septiembre de 1988 y febrero de 1989 fue director del programa y en la tercera etapa entre junio de 1996 y mayo de 2004, simultaneó la labor de director con la de presentación, desde enero de 1997. En su primera etapa como director del programa, entre 1988 y 1989 recuperó a Rosa María Mateo como presentadora del programa.
En los años siguientes se mantiene ligado a los Servicios Informativos de TVE y en su condición de reportero, se convierte en testigo de primera mano de los acontecimientos más destacados de la época. En 1981 fue responsable de la información de la Casa Real; en 1983 fue subdirector y presentador del Telediario 1.ª edición y entre 1984 y 1987 fue creador y director del programa Teleobjetivo, orientado hacia el periodismo de investigación; este espacio abordó las finanzas de ETA, la fabricación en España de bombas químicas, las inversiones de Roberto Calvi y Michele Sindona en Cataluña, el expolio del patrimonio artístico, inversiones de la mafia en el Levante, la operación de los servicios secretos para la transición y entre otros temas, la utilización de herbicidas prohibidos. En 1988 presentó 48 horas, un programa de análisis de la actualidad. 
Entre 1989 y 1990 fue subdirector de Telemadrid y entre 1992 y 1993 fue subdirector de Informativos Telecinco.
Entre el 26 de septiembre de 2004 y el 30 de julio de 2007, dirigió y presentó el programa de entrevistas en profundidad de TVE, De cerca. En De cerca entrevistó a más de cien personajes de primer nivel, entre otros a Rizard Kapuchinski, Francisco Umbral, Antonio Gala, Sabino Fernández Campo, Agustín Ibarrola, José Luis Sampedro, Paloma O'Shea, Carmen Cervera, Valentín Fuster, Anne Hidalgo, Núria Espert, Francisco Ayala, José Manuel Caballero Bonald, Eduardo Galeano, Miquel Barceló, Margarita Salas o Manu Leguineche. 
El 30 de julio de 2007, tras 32 años en RTVE, se acoge al ERE de la empresa.
En 2011 uno de sus trabajos, Yoyes, fue elegido por los telespectadores como uno de los cuatro mejores reportajes del programa Documentos TV en sus veinticinco años de historia y se volvió a emitir.

### Literatura
Es autor de varias novelas, cuyos títulos más destacados son: El círculo de Juanelo, Carrosanto, La sangrienta Luna, Los nueve desconocidos, En primera línea y La hora de Quevedo, unas memorias apócrifas del escritor del Siglo de Oro.
En mayo de 2011 publicó la obra titulada En el corazón de la ciudad levítica, un relato sobre los misterios de la ciudad de Toledo, asunto que ya había tratado en su primera novela. 
Un año más tarde, en abril de 2012, aparece su novela La luz del Guernica, sobre el proceso de creación de la pintura más reconocida de Picasso y en noviembre la obra titulada Beato, el lebaniego, biografía novelada sobre el abad cántabro del Monasterio de San Martín y autor de los Comentarios del Apocalipsisis de San Juan. 
En 2014 publicó Cenizas en la boca, una historia donde vuelve a profundizar en los misterios de la ciudad de Toledo. 
En 2015 crea el personaje de la inspectora Elena Artiles que protagoniza dos relatos Amenaza Durmiente y Profanadas, en esta última la investigadora resuelve el caso del asesinato de monjas de clausura en la ciudad Imperial. 
En 2018 publica Siete calles hacia la vida, un relato sobre las peripecias de un grupo de jóvenes a finales de la década de los sesenta y primeros setenta del siglo XX en una ciudad de provincias, Toledo, que se convirtió durante ese tiempo en un lugar de máxima atracción internacional.
En 2019 publica por primera vez un relato infantil El secreto de las hormigas que recibe en Estados Unidos el premio "Moonbean" como mejor cuento en lengua española. 
Como una sombra es el título de la novela que aparece en 2020 donde aborda los últimos meses de la vida de la pintora cubista María Blanchard.

## Premios
- Premio "Juanelo Turriano 2012" al ingenio profesional.
- Ninfa de Montecarlo.
- Antena de Oro.
- Mención honorífica en los Premios Ortega y Gasset de Periodismo.
- "Ondas Internacional".
- Premio Pablo Iglesias.
- Nominación a los Premios Emmy de Televisión en Estados Unidos por un reportaje sobre el 23-F.
- En 2019, la Real Academia de Bellas Artes de Toledo le concedió el Premio de Literatura.